# Yoneda Shunya
Shunya Yoneda (sinh ngày 5 tháng 11 năm 1995) là một cầu thủ bóng đá người Nhật Bản.

## Sự nghiệp câu lạc bộ
Shunya Yoneda đã từng chơi cho V-Varen Nagasaki.